# Bondroitia
Bondroitia är ett släkte av myror. Bondroitia ingår i familjen myror.
Kladogram enligt Catalogue of Life:
| Bondroitia | \| \| Bondroitia lujae \| \| \| \| \| \| Bondroitia saharensis \| \| \| \| |
|            | \| \| Bondroitia lujae \| \| \| \| \| \| Bondroitia saharensis \| \| \| \| |
|            | Bondroitia lujae                                                           |
|            |                                                                            |
|            | Bondroitia saharensis                                                      |
|            |                                                                            |

## Bildgalleri

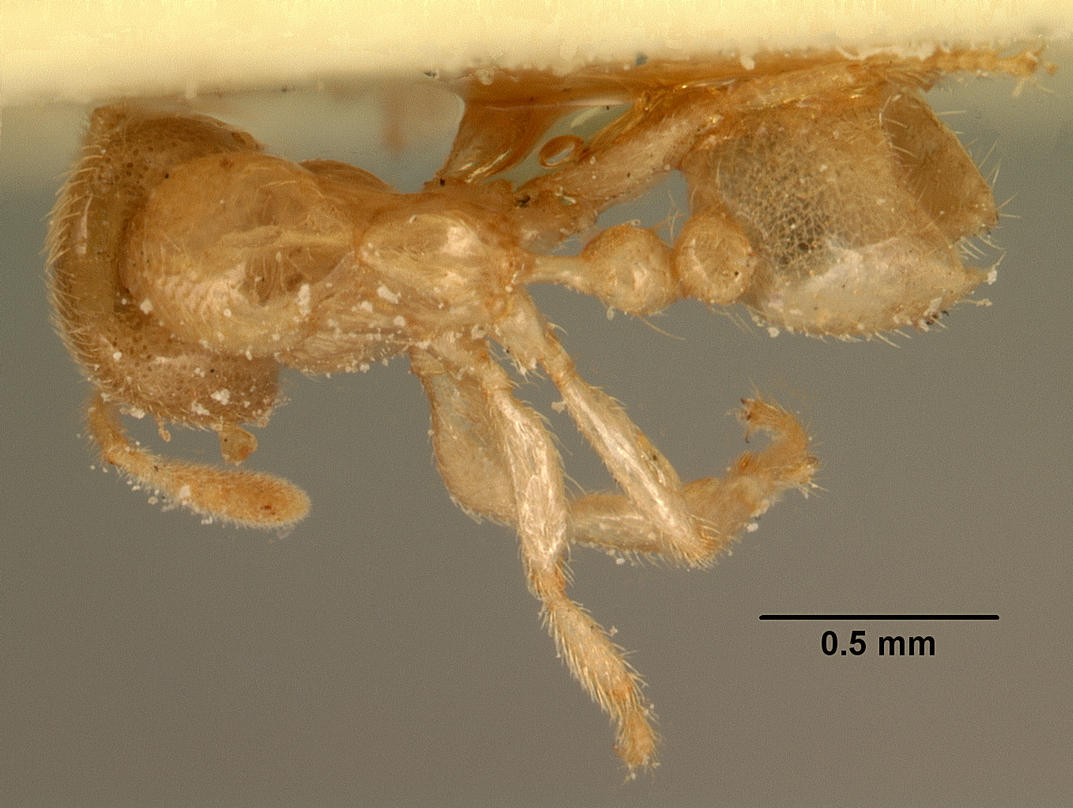
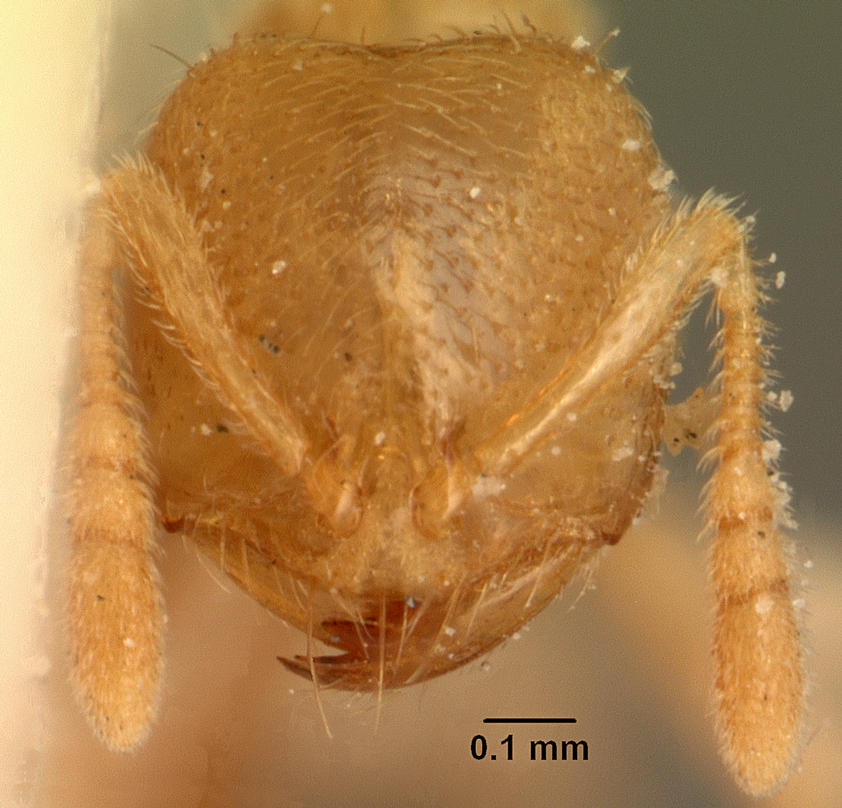
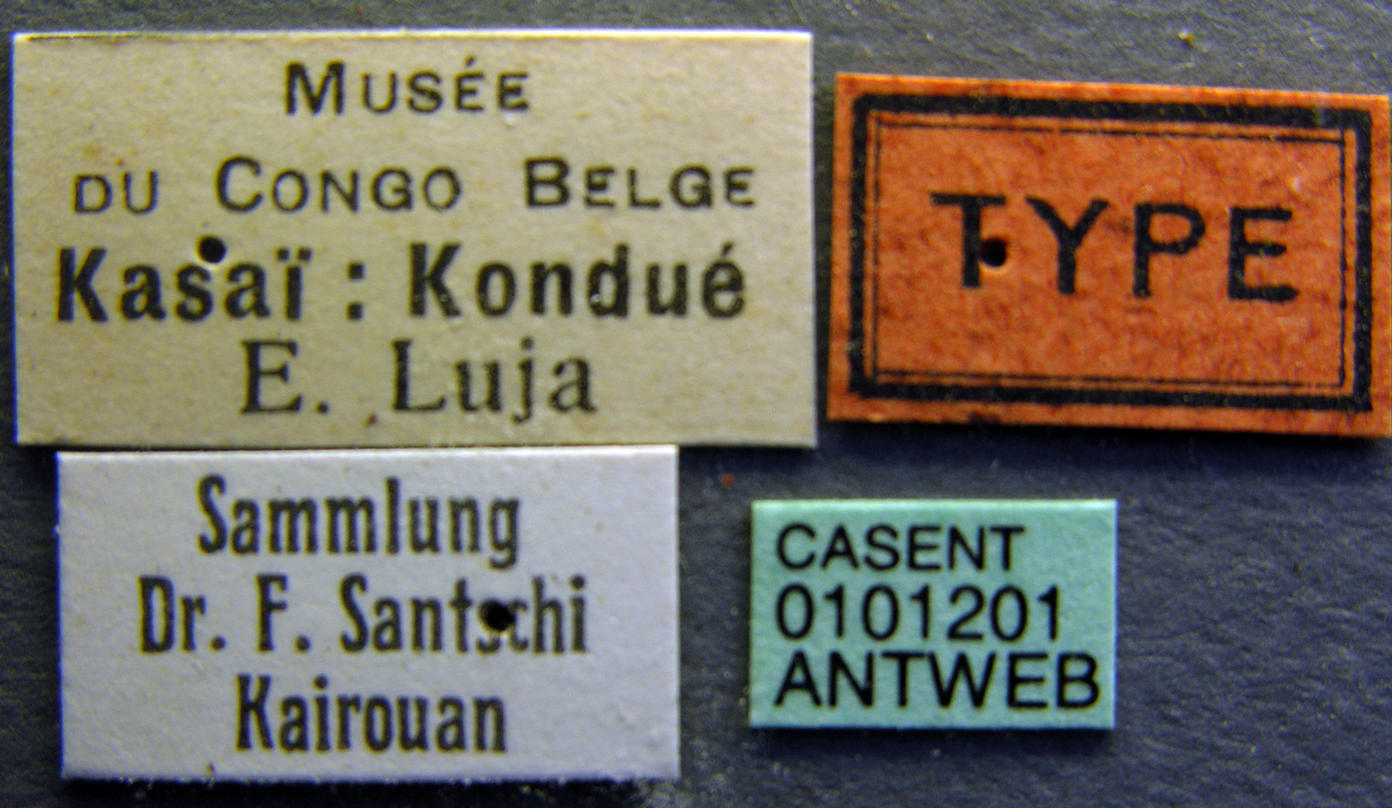
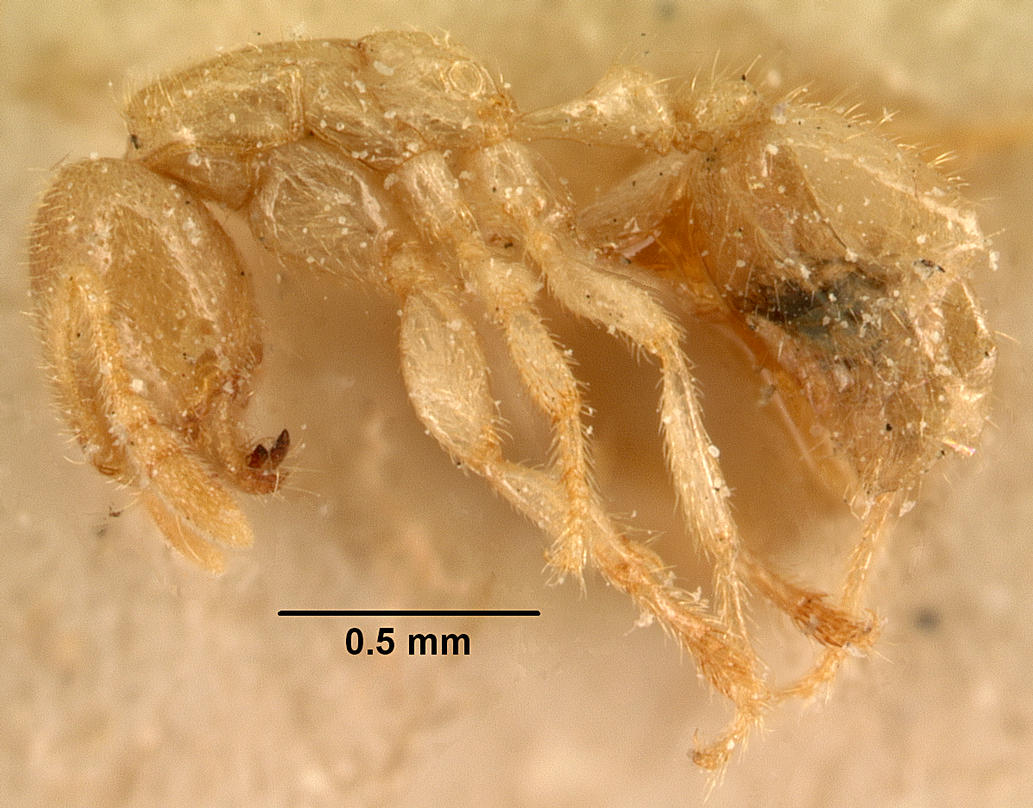